# Rey Ángel Martínez
Pour les articles homonymes, voir Martínez.
Rey Ángel Martínez Mendive, né le 13 mai 1980 à La Havane, est un footballeur cubain qui évoluait au poste de milieu de terrain.

## Biographie

### En club
Formé au FC Ciudad de La Habana, club de sa ville natale, Rey Ángel Martínez y est sacré champion de Cuba par deux fois, en 1998 (7 buts marqués) puis en 2001. À la suite de sa désertion survenue en janvier 2002 (voir plus loin), il devient le premier joueur cubain à évoluer en MLS lorsqu'il signe pour les Colorado Rapids, le 11 juin 2004. Son séjour y est de courte durée et il décide d'évoluer un échelon en dessous (USL), au Rochester Rhinos, de 2005 à 2008. Il met fin à sa carrière professionnelle en 2009.
Parallèlement à sa carrière en USL, il a aussi fait incursion dans le football indoor en jouant pour plusieurs franchises de la MISL (St. Louis Steamers, Baltimore Blast, Rochester Lancers, New Jersey Ironmen, Philadelphia KiXX ou encore Syracuse Silver Knights).

### En équipe nationale
Rey Ángel Martínez est convoqué en équipe olympique de Cuba, à l'occasion des Jeux panaméricains de 1999. L'année suivante, il participe au tournoi pré-olympique de qualification aux JO 2000, avant d'être appelé en équipe A, le 11 juin 2000, lorsqu'il est titulaire contre le Canada lors des éliminatoires de la Coupe du monde 2002 (0-0).
Régulièrement convoqué entre 2001 et 2002, il joue la phase finale de la Coupe caribéenne des nations 2001 (3e place) et surtout il dispute la Gold Cup 2002 aux États-Unis, tournoi qui lui donne l'occasion de déserter en compagnie de son coéquipier Alberto Delgado. Il choisit de s'installer à Miami après avoir reçu l'asile politique.

## Palmarès

### En club
- FC Ciudad de La Habana
  - Champion de Cuba en 1998[2] et 2000-01[7].
  - Vice-champion en 1999-00.